# Витивјани
Витивјани (грч. Πολύφυτο, Полифито) је насељено место у општини Велвендо у периферији Западна Македонија, Грчка. Према попису из 2021. године било је 14 становника.
Према грчком конзулату у Еласони 1904. године у Витивјану је живело 150 Грка. Српски историчар Спиридон Гопчевић, 1890. године бележи да су Витивјани хеленизовано словенско село.